# Ligne de Val-de-Villé à Villé
La ligne de Val-de-Villé à Villé est une ancienne ligne de chemin de fer française du Bas-Rhin. Elle reliait les gares de Val-de-Villé, sur le territoire de la commune de Châtenois, et de Villé. La ligne est aujourd'hui déclassée et déposée.
Elle constituait la ligne no 117 000 du réseau ferré national.
Dans l'ancienne nomenclature de la région Est de la SNCF, elle était numérotée « ligne 17.6 » et désignée en tant que « Ligne Villé - Sélestat ».

## Historique
La ligne est mise en service le 1er octobre 1891 par la Direction générale impériale des chemins de fer d'Alsace-Lorraine (EL). Lors de son ouverture, elle porte le no 9b/c et est dénommée ligne de (Sélestat) Val-de-Villé à Villé. 
Elle est fermée au service voyageurs le 1er octobre 1947 puis au service marchandises le 16 décembre 1973. Elle est déclassée le 24 février 1975.

## Tracé
L'origine de la ligne était la gare de Val-de-Villé, située sur la ligne de Sélestat à Lesseux - Frapelle, elle desservait Neubois (halte), Thanvillé (PK 5,3), Saint-Maurice (Bas-Rhin), Triembach-au-Val (halte)  et Villé (PK 9,4).